# Agrypon favoniuse
Agrypon favoniuse là một loài tò vò trong họ Ichneumonidae.